# Dag Bjørn Østvold
Dag Bjørn Østvold (1946) è un ex sciatore alpino norvegese.

## Biografia
Specialista delle prove tecniche, Østvold ai Campionati norvegesi vinse la medaglia d'argento nello slalom gigante nel 1975; non prese parte a rassegne olimpiche e non ottenne piazzamenti di rilievo in Coppa del Mondo o ai Campionati mondiali.

## Palmarès

### Campionati norvegesi
- 1 medaglia:
  -  1 argento (slalom gigante nel 1975)[senza fonte]